# Idaea fumilinea
Idaea fumilinea là một loài bướm đêm trong họ Geometridae.